# Banda Neira
Banda Neira (známý také jako Pulau Neira) je ostrov v souostroví Banda, Indonésie. Je spravován jako součást správního okresu Ostrovy Banda (Kecamatan Kepulauan Banda) v rámci regentství Střední Maluku v provincii Maluku. Na jihu se nachází stejnojmenné hlavní město, které je s přibližně 7000 obyvateli největším městem souostroví.

## Geografie

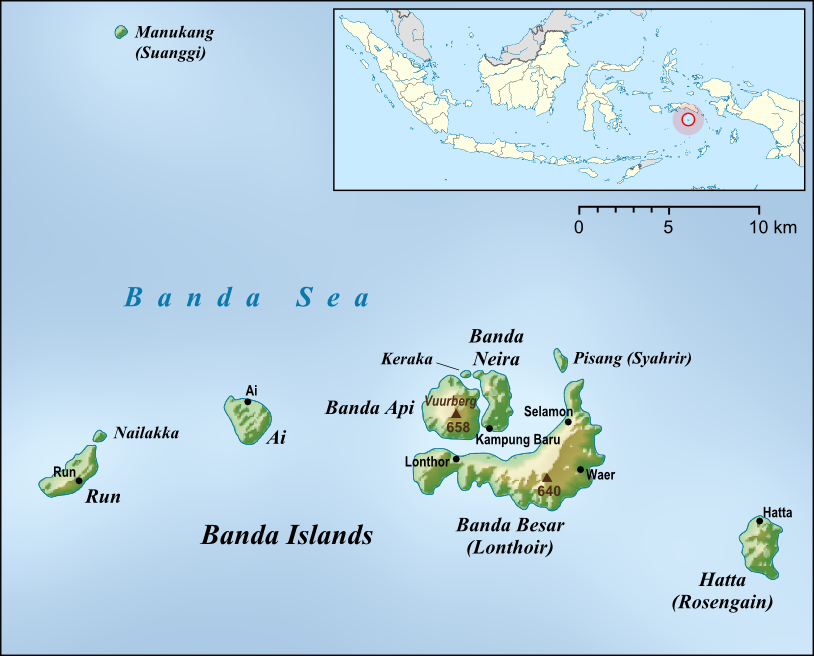
Mapa bandských ostrovů

Ostrov je dlouhý asi 3,3 km a široký 1,3 km, s nejvyšší bodem Mount Papenberg (250 m). Nachází se přibližně 160 km jižně od ostrova Seram. Ostrov je ve středu souostroví Banda Islands, sousedící ostrov Banda Api (v podstatě kužel sopečného masivu Gunung Api) leží asi 100 m západně a Banda Besar (nazývaný také Lonthoir, dříve Lontar) je vzdálen asi 1,5 km směrem na jih a východ. Banda Api a Banda Neira tvoří střed a Lonthoir tvoří většinu dochovaného okraje ponořené kaldery o průměru asi sedm kilometrů.

## Historie

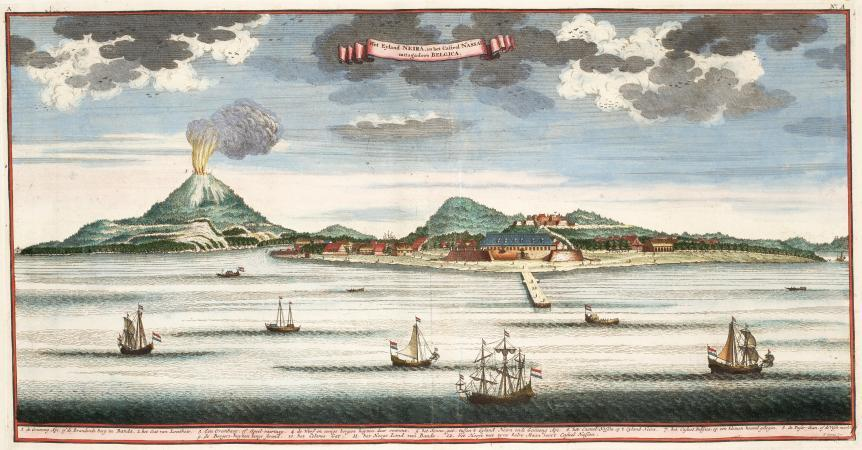
Banda Neira (vpravo) a Banda Api (vulkán vlevo) v 18. století

Na ostrově se pěstuje muškátový oříšek a díky obchodu s ním, místní obyvatelé v dřívějších dobách velmi zbohatli. Až do počátku 17. století vládli na Bandských ostrovech místní magnáti zvaní Orang Kaya (Bohatí lidé). Portugalci poprvé připluli na souostroví Banda v roce 1512, rok poté, co Afonso de Albuquerque dobyl Malaccu, která byla v té době centrem asijského obchodu. Teprve v roce 1529 se Portugalci na ostrovy vrátili, když se kapitán Garcia pokusil postavit na Banda Neira pevnost. Místní Bandánci se obrátili proti Garciovi a jeho posádce a donutili ho od svých plánů upustit.
Portugalce vystřídali Nizozemci, kteří zde navázali přátelské vztahy a v roce 1599 zde vybudovali obchodní základnu. Ovšem v roce 1609 se Orang Kaya na ostrově Banda Neira vzbouřili proti nizozemským pokusům vynutit si monopol v obchodu s kořením a zabili 30 Nizozemců. To vedlo k brutálnímu tažení Nizozemců proti obyvatelům ostrovů Banda. V roce 1611 byla postavena pevnost Belgica, aby zastrašila Orang Kaya a Angličany, kteří se usadili na ostrově Run.
Dobytí Bandských ostrovů Nizozemci završili v roce 1621 Bandským masakrem, kdy Jan Pieterszoon Coen vpadl na ostrovy a následně zahájil genocidu místních obyvatel.

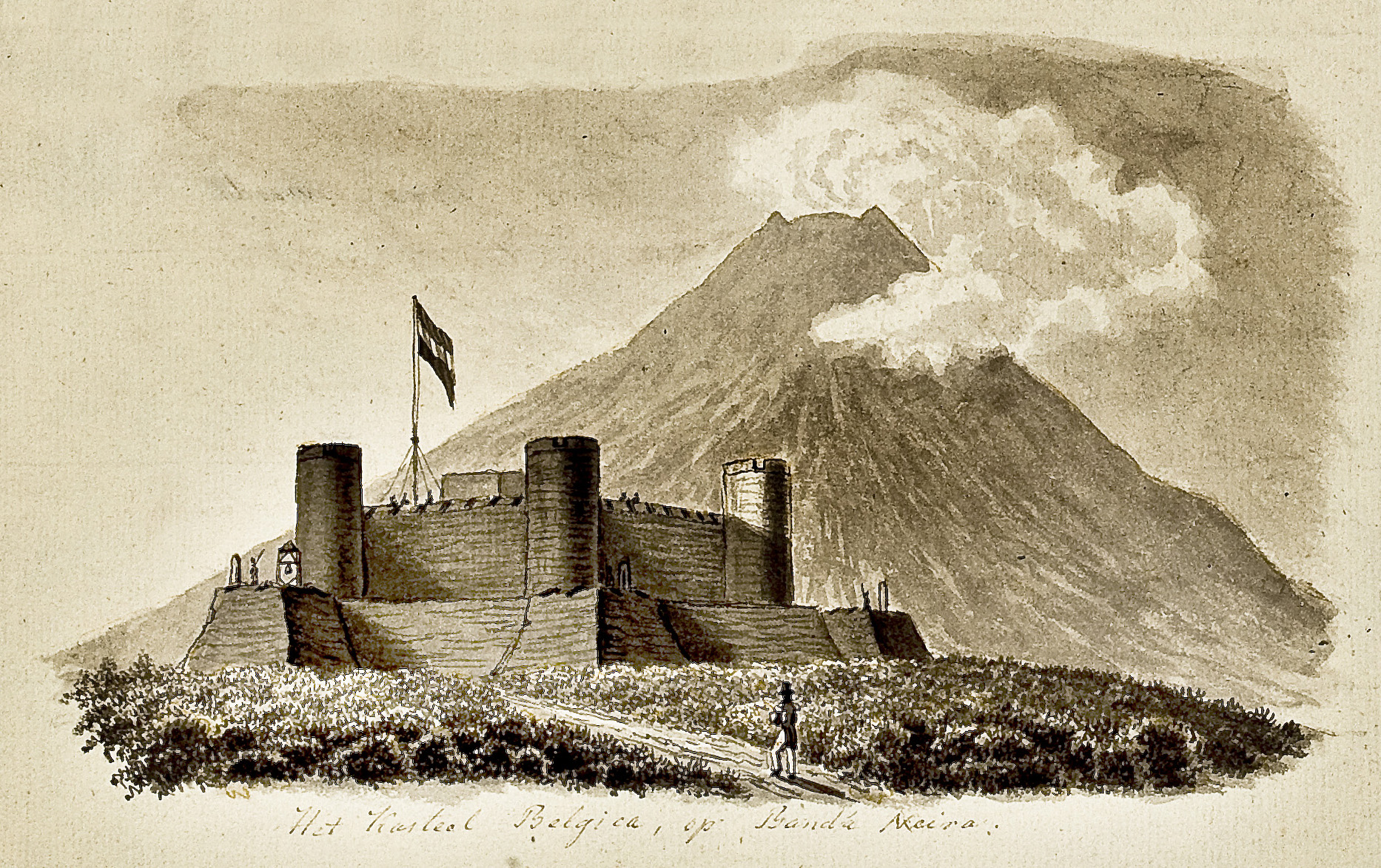
Nizozemská pevnost Belgica

Ve snaze udržet souostroví stále aktivní, VOC jej znovu osídlila. Většinou to byli otroci převezení ze zbytku dnešní Indonésie, Indie a pobřeží Číny, kteří pracovali pod vedením holandských plantážníků (perkenierů). Původní domorodci byli rovněž zotročeni a bylo jim nařízeno, aby nově příchozí učili pěstovat muškátový oříšek a muškátový květ. Zacházení s otroky bylo tvrdé - počet domorodých Bandánců klesl do roku 1681 na 100 osob a ročně bylo dováženo 200 otroků, aby se jejich celkový počet udržel na stabilních 4 000. V dnešní době mnoho perkenierů nepřežilo, i když plantáž, kterou vlastní Pongky Van de Broeke, potomek Pauluse van den Broeke, bratra Pietera van den Broecke, stále existuje a pravidelně slouží turistům na ostrově.
Během nizozemského období pobývali ve vnitřním exilu na ostrově Banda Neira aktivisté za nezávislost Tjipto Mangoenkoesoemo, Sutan Sjahrir a Mohammad Hatta. Nizozemci na ostrově vládli až do roku 1949, i přesto, že hospodářský význam muškátového oříšku a muškátového květu značně poklesl v důsledku ztráty nizozemského monopolu. K tomu došlo poté, co Britové obsadili Ostrovy koření během napoleonských válek v roce 1810 a následně úspěšně vysadili muškátové stromy v jiných částech světa (zejména na Penangu a Grenadě). Po vyhlášení nezávislosti Indonésie byl ostrov spravován jako součást indonéské provincie Maluku.

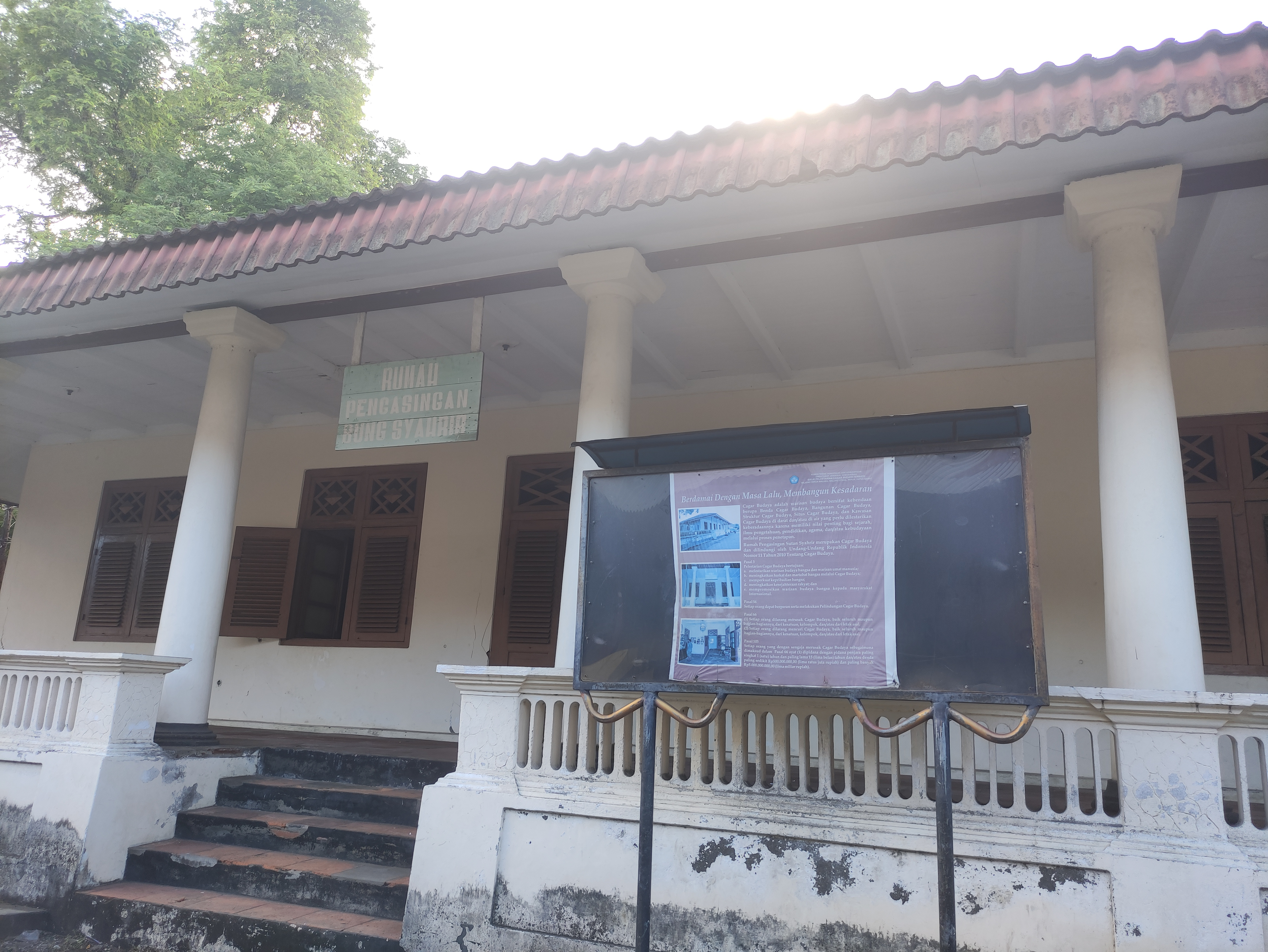
Dům Mohammada Hatta

10. května 1988 došlo k výbuchu sopky na sousedícím ostrově Banda Api. Výška erupčního sloupce byla odhadována na 3 až 5 kilometrů; satelitní měření uvádějí výšku přes 16 kilometrů. Jižně, severně a severozápadně od vrcholu se vytvořily tři krátery, z nichž vystoupily lávové proudy, které posléze vyústily do moře. 1 800 obyvatel ostrova Banda Api a 5 000 z tehdejších zhruba 6 000 obyvatel ostrova Banda Neira bylo evakuováno na Ambon, ostrov vzdálený asi 200 km od místa erupce. V důsledku sopečné činnosti zemřeli tři lidé a většina obyvatel Banda Api se rozhodla přesídlit na Banda Neira.